# 洞中獸
《洞中獸》（英語：The Beast in the Cave）是美國小說家霍華德·菲利普斯·洛夫克拉夫特早期的短篇小說，於1904年春天開始撰寫，1905年完成，當時的洛夫克拉夫特年僅十四歲。1918年6月，該短篇首度發表在《流浪者》（The Vagrant）雜誌上。

## 故事簡介
故事主角是一名旅人，他在猛獁洞中和嚮導失散及迷路。這時他聽見一種非人類的奇怪腳步聲正在接近，他認為這是一隻山獅或是其他野獸，於是用石頭拋向聲源處將對方打倒。而嚮導也趕到現場，兩人查看這個正在斷氣的奇怪生物，最終主角從該生物發出的聲音判斷：這個生物從前曾是人類。

## 外部連結
- 列在網路推理小說資料庫中的《洞中獸》
- LibriVox中的公有领域有声书《The Beast In Cave》